# Arizona-coalitie

De vlag van Arizona

De arizonacoalitie is een coalitie in de Belgische politiek. Deze coalitie bestaat uit liberalen, socialisten, christendemocraten en de Vlaams-nationalistische N-VA. De coalitie is vernoemd naar de vlag van de Amerikaanse staat Arizona en is een toespeling op de kleuren van de politieke families in deze coalitie: blauw voor de liberalen, rood voor de socialisten, oranje voor de christendemocraten en geel voor de Vlaams-nationalisten.
Tijdens de Belgische federale regeringsformatie van 2019-2020 werd er een poging gedaan om een regering te vormen door middel van de arizonacoalitie. Egbert Lachaert (Open Vld), Joachim Coens (CD&V) en Georges-Louis Bouchez (MR) deden een poging om deze coalitie te doen slagen, maar uiteindelijk bleek er niet genoeg steun voor.
Tijdens de federale regeringsformatie van 2024–2025 werd andermaal een poging gedaan deze coalitie te smeden. Uiteindelijk op vrijdag 31 januari 2025 omstreeks 21:10 ‘s avonds ontstond er een akkoord voor een nieuwe regering, die op 3 februari van start ging met Bart De Wever als premier.